# Квадређана (Мачерата)
Квадређана (итал. Quadreggiana) насеље је у Италији у округу Мачерата, региону Марке.
Према процени из 2011. у насељу је живело 22 становника. Насеље се налази на надморској висини од 503 м.